# Cremastistofilia
La cremastistofilia (del griego χρηματιστής, transliterado como cremastistes o jrematistes y el sufijo helénico -filia, de filos, “amor”) es una parafilia en la cual se obtiene excitación sexual cuando se es víctima de robo, de secuestro o cuando se es forzado a pagar por servicios sexuales.
Su opuesto es la cleptolagnia o kleptolagnia, en donde la excitación sexual proviene de realizar un robo o un allanamiento de morada (con o sin escalamiento).
La cremastistofilia es considerada como potencialmente letal, junto a algunas otras parafilias tales como la asfixiofilia, autasasinofilia, hibristofilia (excitación sexual obtenida a partir de pensamientos violentos) y biastofilia.

## Nota y referencias
1. ↑  Términos acerca de las posiciones sexuales (en inglés) Archivado el 4 de febrero de 2008 en Wayback Machine.
2. ↑  Gordon, W. A. (Jr.) y Elias, J. E., Potentially Lethal Modes of Sexual Expression (“Modos de expresión sexual potencialmente letales”), trabajo presentado en la conferencia anual 2005 en la Región Oeste de la Sociedad Estadounidense para el Estudio Científico de la Sexualidad (2005 Western Region Annual Conference of the Society for the Scientific Study of Sexuality)